# MSC-60
Les MSC-60 (Mines Sweeper Coastal 60) sont une classe américaine de dragueurs de mines côtiers dont la conception remonte au début des années 1950. Plusieurs dizaines d’exemplaires étaient encore en service en 2004 au sein de plusieurs marines de guerre.

## Désignation
Sous cette appellation générique, sont regroupés les types AMS-60 Adjutant, Bluebird, Albatros, Falcon et MSC-322.

Les marines qui les reçoivent les désignent parfois sous d'autres noms. Par exemple, la classe Sauda pour la Norvège.

## Historique
Dérivés des YMS de la Seconde Guerre mondiale, les MSC dont la coque est entièrement en bois furent dotés d’équipements de dragage divers qui évoluèrent avec le temps.

Le premier, le MSC-60, fut lancé le 30 juin 1953 et le dernier, le MSC-325 en 1978.

Au cours des années 1950 et jusqu'aux années 1970, les États-Unis vont transférer 139 MSC-60/MSC-268 (Adjudant/Bluebird) ainsi qu’un certain nombre de MSC améliorés des séries MSC-289/MSC 294 (Albatros/Falcon) et MSC 322 à de nombreuses marines de l'Organisation du traité de l'Atlantique nord, le plus souvent au titre du pacte d’assistance mutuelle ainsi qu'à d'autres pays amis.

Pour sa part, l’United States Navy ne va conserver que 22 unités (20 MSC-60 et MSC 89) dont plusieurs sont finalement cédées à leur tour.

Une partie des unités transférées va changer de main et armer un nombre grandissant de marines. Certains MSC plus ou moins modifiés et améliorés (certains transformés en chasseur de mines) sont toujours en service au début du XXIe siècle dans 8 marines, mais leur retrait ne saurait tarder.

## Chantiers de construction
Plusieurs chantiers navals aux États-Unis, en France, au Portugal, en Italie, en Belgique et aux Pays-Bas ont construit ces navires :
- Consolidated Shipbuilding Corp., Morris Heights, New York
- Henry B. Nevins Inc., City Island, New York
- Hiltebrant Drydock Co., Kingston, New York
- Peterson Builders Inc., Sturgeon Bay, Wisconsin
- Harbor Boat Building Co., Terminal Island, Californie
- South Coast Co., Newport Beach, Californie
- Mare Island Naval Shipyard, Vallejo, Californie
- Stephens Brothers Inc., Stockton, Californie
- Dorchester Shipbuilding Corp., Dorchester, New Jersey
- Tacoma Boat Building Co., Tacoma, Washington
- Bellingham Shipyards Co., Bellingham, Washington
- Quincy Adams Yacht Yard, Inc., Quincy, Massachusetts
- Henry C. Grebe and Co., Inc., Chicago, Illinois
- Hodgdon Brothers, Goudy and Stevens, East Boothbay, Maine
- Direction Technique des Constructions Navales, Cherbourg, France
- Werf de Noord, Pays-Bas
- C. R. D. A., Monfalcone, Italie
- ? , Portugal
- Chantiers Belliard, Ostende, Belgique

## Pays ayant mis en service des MSC-60 et dérivés

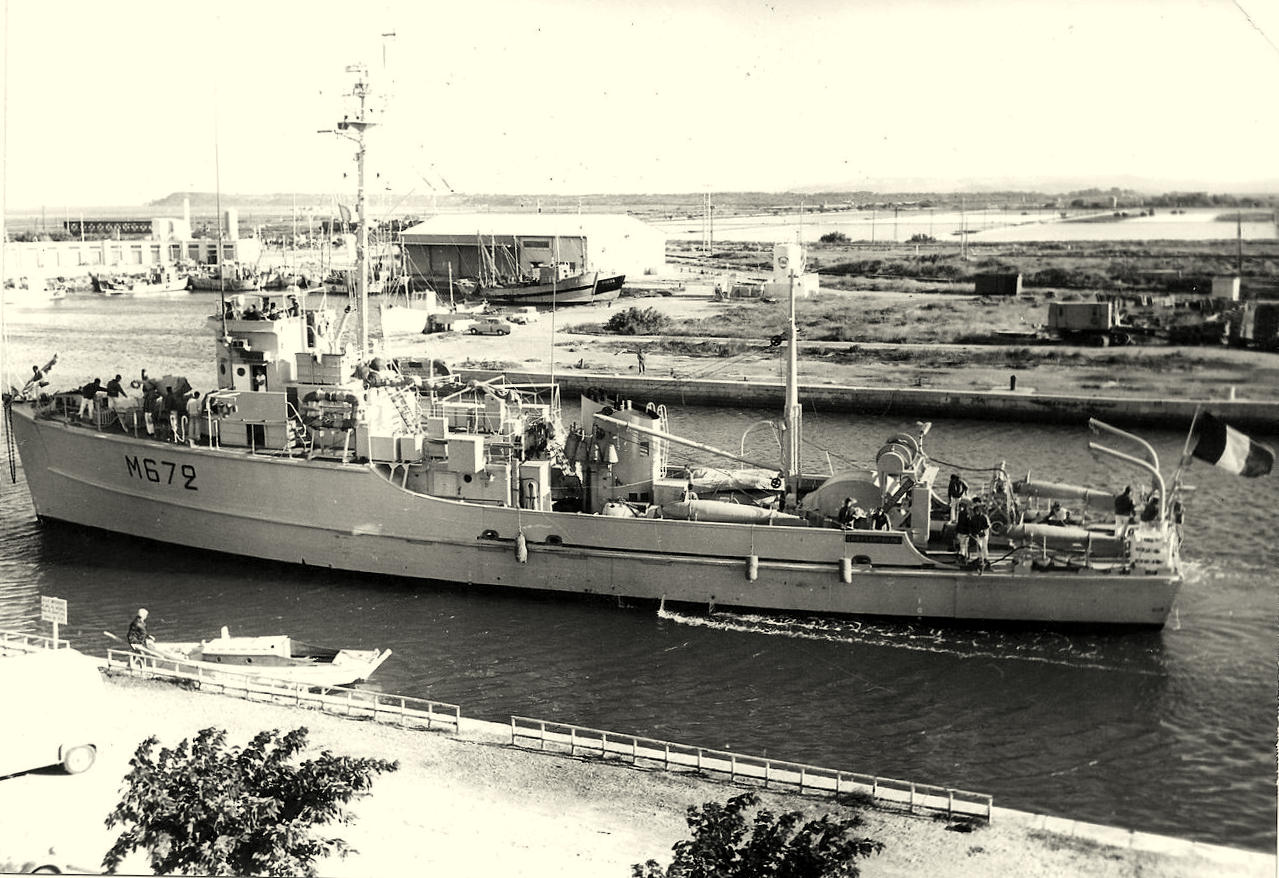
Le M672 Chrysanthème de la marine nationale française construit en 1954.

- Arabie saoudite :  4 MSC-60/322 (encore en service en 2004)
- Belgique : 26 MSC-60
- Corée du Sud : 8 dont 5 MSC-60/268 et 3 MSC-60/289 (encore en service en 2004)
- Danemark : 8 MSC-60
- Espagne : 12 MSC-60 dont 2 ex-françaises (les 2 dernières furent désarmés en 2004)
- États-Unis : 22 dont 20 MSC-60 et 2 MSC-60/289
- Fidji : 2 MSC-60/268
- France : 37 dragueurs de mines français de type MSC-60, transféré entre 1953 et 1954 dont seulement 33 effectivement mise en service
- Grèce : 15 dont 5 MSC-60 ex-belge et 10 MSC-60/289 (10 en service en 2004, 3 MSC-60 et 7 MSC-289)
- Iran : 4 MSC-60/268 (1 en service en 2005)
- Italie : 37 MSC-60/268 dont 19 construites en Italie
- Japon : 4 MSC-60 ex-françaises
- Norvège : 10 MSC-60 dont 3 ex-belges et 5 construite en Norvège
- Pakistan : 8 MSC-60/268. Une fut coulé durant la Troisième guerre indo-pakistanaise de 1971
- Pays-Bas : 14 MSC-60
- Philippines : 2 MSC-60 ex-sud-vietnamiens réfugiés en 1975
- Singapour : 2 MSC-60/268
- Taïwan : 14 dont 7 MSC-60 ex-belges et 7 MSC-60/268 (4 en service en 2004)
- Thaïlande : 4 MSC-294 (2 en service en 2004)
- Tunisie : 2 MSC-60 ex-françaises
- Turquie : 12 dont 7 MSC-60 dont 2 ex-françaises et 1 ex-belge et 5 MSC-289 (9 en service en 2004, 4 MSC-60  et 5 MSC-289)
- Uruguay : 1 MSC-60 ex-française
- République du Viêt Nam : 3 MSC-60, 2 réfugiés aux Philippines